# Musica Antiqua Europae Orientalis

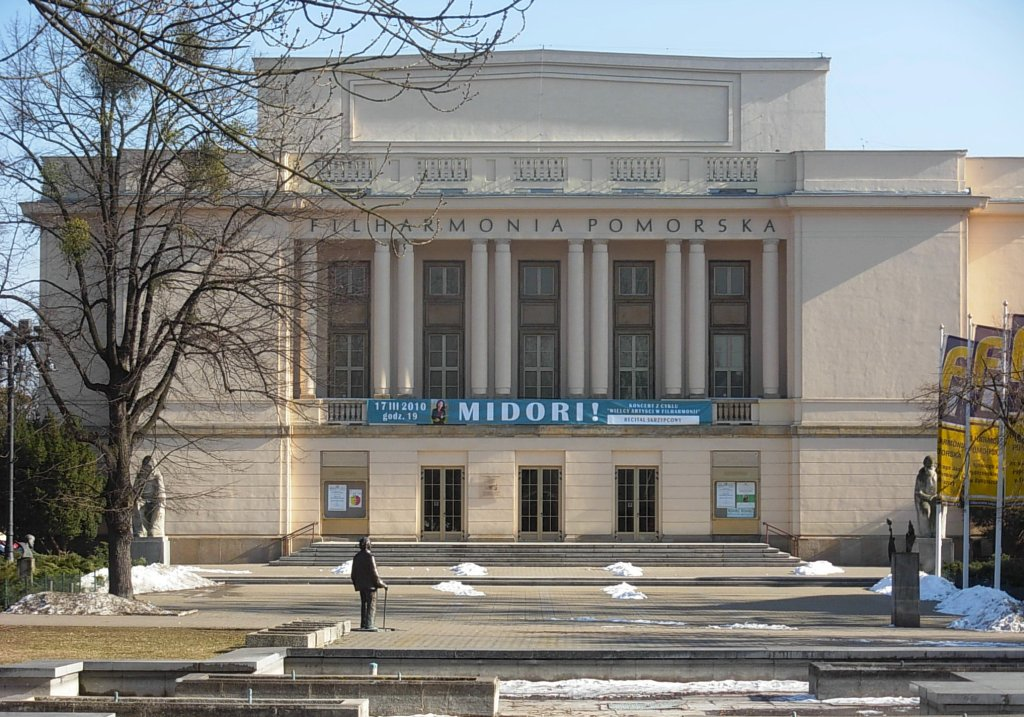
Filharmonia Pomorska im. Ignacego Jana Paderewskiego w Bydgoszczy, a przed nią posąg Andrzeja Szwalbe - założyciela MAEO

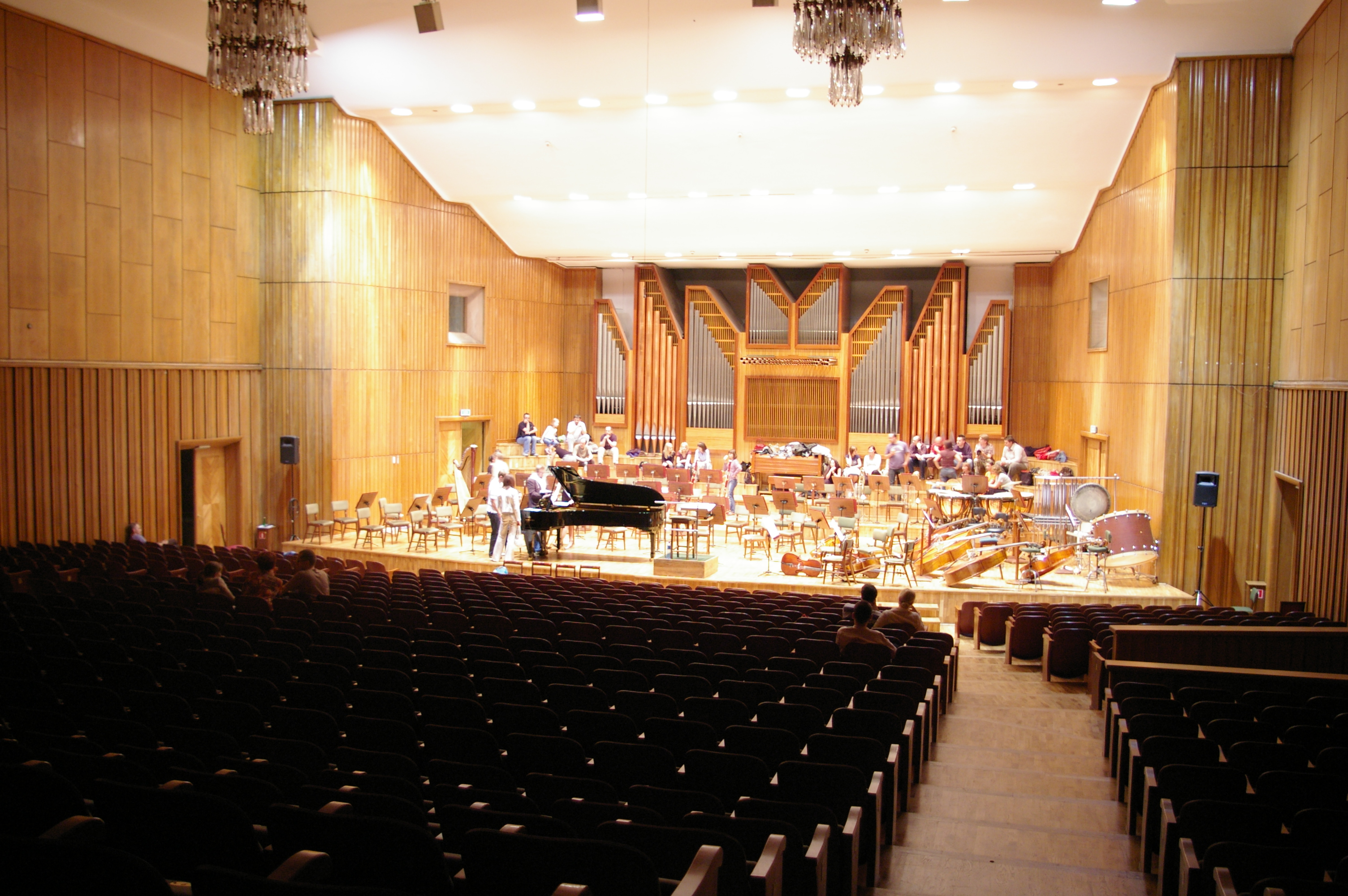
Sala koncertowa Filharmonii Pomorskiej

Musica Antiqua Europae Orientalis (MAEO) – międzynarodowy festiwal muzyczny oraz kongres muzykologiczny i konferencja słowianoznawcza, odbywały się w latach 1966–2014 Bydgoszczy co trzy lata, organizowane przez Filharmonię Pomorską im. Ignacego Jana Paderewskiego.

## Charakterystyka
Festiwal odgrywał istotną rolę kulturoznawczą jako płaszczyzna wymiany myśli między naukowcami i artystami Wschodu oraz Zachodu. Kongresy: muzykologiczny i slawistyczny skupiały dotychczas przedstawicieli ponad 50 najprężniejszych ośrodków uniwersyteckich świata od Waszyngtonu po Moskwę. Celem zarówno Kongresu, jak i Festiwalu było studiowanie i pielęgnowanie dzieł muzycznych powstałych w ciągu ostatnich 2 tysięcy lat na gruncie różnych prądów kultury europejskiej i odnajdywanie w tym kontekście wspólnych korzeni kulturowych Europy. Prezentowane podczas Festiwalu dawne dzieła muzyczne, pochodzące z krajów Europy Środkowej, Wschodniej i Bizancjum były zjawiskiem unikatowym, niespotykanym na świecie w tak szerokiej formie.
Miejscem MAEO była Filharmonia Pomorska w Bydgoszczy, zaś koncerty odbywały się także w innych miejscowościach na terenie regionu kujawsko-pomorskiego i w północnej Polsce.

## Historia
Inicjatywa powołania festiwalu powstała w latach 60. XX w. jako rezultat zainteresowania artystów-praktyków: dyrygentów, muzyków i wokalistów muzyką dawną. W środowiskach polskich muzykologów narodził się pomysł zorganizowania światowej imprezy, która miałaby na celu przedstawienie na forum światowym i skonfrontowanie osiągnięć badawczych dotyczących polskiej muzyki dawnej z wynikami badań innych naukowców z krajów Europy Środkowej i Wschodniej.
Pomysł ten znalazł realizatora w osobie dyrektora Filharmonii Pomorskiej Andrzeja Szwalbego, który podjął się trudu jej organizacji we współpracy z Instytutem Muzykologii Uniwersytetu Warszawskiego (prof. Zofia Lissa). Głównym celem imprezy było zapełnienie luki, jaką było dotychczas pomijanie wkładu kultury muzycznej krajów Europy Wschodniej, w tym Polski w historię muzyki powszechnej. Było to nowatorskie przedsięwzięcie z uwagi ujęcie tego tematu pod względem naukowym (referaty Kongresu) i praktycznym (koncerty Festiwalu). Organizatorów wsparł, pochodzący z Mogilna, światowej sławy muzykolog ks. prof. Hieronim Feicht, ówczesny kierownik katedry muzyki polskiej na Uniwersytecie Warszawskim. Zaproponował on łacińską nazwę kongresu: Musica Antiqua Europae Orientalis.
Pierwsza impreza odbyła się w 1966 roku z udziałem uczonych z kilku kontynentów. W programie I MAEO Andrzej Szwalbe pisał:

„Zamierzamy przedstawić państwu muzykę nieznaną ufni, że jej samoistne i wysokie wartości znajdą drogę do serc i umysłów współczesnych łudzi, wzbogacając doświadczenie estetyczne i historyczne człowieka naszej epoki. Mamy nadzieję, że dla świata nauki i kultury będzie to wydarzenie okazją do niejednej refleksji i bodźcem do zintensyfikowania prac mających na celu wydarcie zapomnieniu cennych pomników dawnej sztuki i przywrócenie ich życiu. Staramy się przedstawić szerokie obszary muzycznej spuścizny Europy Środkowej i Wschodniej w celu uzyskania dobrej orientacji co do istotnego znaczenia tego kompleksu zjawisk w ramach kultury ogólnoeuropejskiej. Pragnęlibyśmy bowiem bardzo, aby lepsze i głębsze poznanie tej i innych spraw rodziło wzajemne zrozumienie i przyjaźń. Takie są cele Festiwalu Musicae Antiquae Europae Orientalis.”

Podczas kolejnych edycji festiwalu odbywały się koncerty artystów i zespołów, wykonujących muzykę dawną, m.in. koncerty symfoniczne i kameralne, chorały gregoriańskie, koncerty muzyki cerkiewnej i bizantyjskiej, średniowieczne misteria i europejska muzyka dawna, arcydzieła z XVIII-XIX wieku, muzyka klezmerska, śpiew synagogalny i inne. Jednocześnie odbywały się spotkania historyków, muzykologów, bizantynologów, wykonawców i teoretyków muzyki z Europy Środkowej i Wschodniej oraz Europy Zachodniej i Stanów Zjednoczonych. Poszczególne edycje festiwalu odbywały się w latach: 1966, 1969, 1972, 1975, 1978, 1982, 1985, 1988, 1991, 1994, 1997, 2000, 2003, 2006, 2009,2012, 2014.
Wśród wykonawców znajdowało się wielu mistrzów batuty, solistów, instrumentalistów, a także zespołów z Europy, Ameryki i Azji. Był nim także utworzony w 1962 roku przy Filharmonii Pomorskiej zespół muzyki dawnej – Capella Bydgostiensis Pro Musica Antiqua. Festiwalowi towarzyszyły zwykle tematycznie związane imprezy towarzyszące, m.in. międzynarodowe wystawy plastyczne, ekspozycje malarstwa oraz instrumentarium dawnych epok, a targi książki, płyt i nut.
Długoletnim dyrektorem muzycznym festiwalu była Eleonora Harendarska. 

## Dorobek naukowy kongresów MAEO
Muzykologiczne ambicje festiwalu MAEO nawiązują do działalności naukowej podejmowanej  przez bydgoską Filharmonię z inicjatywy jej dyrektora Andrzeja Szwalbego pod koniec lat 50. W 1959 r. A. Szwalbe został sekretarzem generalnym Bydgoskiego Towarzystwa Naukowego, a jego pierwsza sesja naukowa (1959) została poświęcona „Odnalezionym zabytkom polskiej muzyki symfonicznej XVIII wieku”. W następnym roku odbyły się dwie sesje: jedna z okazji 100 rocznicy urodzin I.J. Paderewskiego, druga – poświęcona „Zagadnieniom dawnej muzyki polskiej”. Kolejne sesje w latach: 1963 i 1965 oraz 1966 przyniosły wydawnictwa dotyczące dawnej muzyki polskiej. 
Szczególne znaczenie miał pierwszy kongres naukowy Musica Antiqua Europae Orientalis (1966). Jego ideą przewodnią było ukazanie na forum międzynarodowym wielowiekowej tradycji muzycznej Europy Środkowej i Wschodniej. Ton naukowy kongresu narzuciło dwóch polskich muzykologów: prof. Zofia Lissa z Uniwersytetu Warszawskiego oraz ks. prof. Hieronim Feicht, zaś goście z innych krajów europejskich mówili o muzyce dawnej swoich narodów. W refleksjach pokongresowych pobrzmiewały nuty podziwu nad ilością i jakością dzieł dawnej muzyki Europy Środkowo-Wschodniej, z których wiele dorównywało arcydziełom muzyki zachodnioeuropejskiej. Rezonans pierwszego kongresu był znaczny. Recenzje ukazały się w większości europejskich pism muzycznych, a na niektórych wydziałach muzykologicznych w USA wprowadzono egzaminy z historii muzyki krajów Europy Środkowej i Wschodniej. Dzieła dawnej muzyki polskiej zaczęły pojawiać się w programach solistów i zespołów zachodnich. 
Kolejne kongresy naukowe zyskiwały coraz większą frekwencję: 1969 r.  – 30 naukowców, 1972 r. – 50. Tematem wiodącym II kongresu w 1969 r. był renesans w muzyce krajów Europy Środkowej i Wschodniej, a III kongresu w 1972 r. – barok i klasycyzm w muzyce ww. krajów. Przybyło wielu muzykologów z Europy Zachodniej i Ameryki Północnej, a liczba gości (zagranicznych muzyków, muzykologów i melomanów) przekroczyła 1000.
Znaczenie kongresów MAEO polegało na rewizji stosunku nauki zachodniej do historii dawnej muzyki krajów Europy Środkowej i Wschodniej. Po okresie  zaprzeczania istnieniu tej muzyki, pojawiły się w publikacjach muzykologicznych rozdziały poświęcone przeszłości muzycznej tej części Europy, a zwłaszcza Polski. Dorobkiem naukowym MAEO są referaty zawarte w Acta Musicologica i Acta Slavica oraz „Monumenta Musicae Antiquae Europae Orientalis” – druk dzieł muzycznych uznanych lub na nowo odkrytych, pochodzących z krajów Europy Środkowej i Wschodniej. 

## Przegląd festiwali
I Międzynarodowy Festiwal Musica Antiqua Europae Orientalis w Bydgoszczy odbył się w dniach od 10 do 16 września 1966 roku. Imprezy zostały wpisane w uroczystości Tysiąclecia Państwa Polskiego. W uroczystym otwarciu imprezy wziął udział ówczesny minister kultury i sztuki Lucjan Motyka. Odbyło się 20 koncertów w tym 8 poświęconych muzyce polskiej. Równocześnie wygłoszono 27 referatów przygotowanych przez grono muzykologów i znawców przedmiotu z różnych krajów.
Pierwszy festiwal odbił się szerokim echem w świecie muzycznym. Okazał się bardzo interesujący zwłaszcza dla gości z Europy Zachodniej, którzy przekonali się, że muzyka dawna środkowej i wschodniej Europy niczym nie ustępuje tamtej, bardziej znanej i popularnej. Wywołane przez imprezę badania nad muzyką dawną zaowocowały wzbogaceniem literatury muzycznej w świecie. 
II Festiwal Musica Antiqua Europae Orientalis (zwany wówczas Festiwalem Muzyki Dawnej) odbył się w dniach 4–9 września 1969 roku 26 koncertów wysłuchało 20 tys. widzów. W poszczególnych odsłonach prezentowano m.in. dawną muzykę krajów Europy Wschodniej (czeska, słowacka, armeńska, gruzińska, rosyjska, ukraińska, chorwacka, słoweńska, serbska, rumuńska, polska) i konfrontowano ją m.in. z muzyką staroniemiecką i starofrancuską. Pozwoliło to zorientować się, jak odległe od siebie czasowo na różnych terytoriach były okresy podobnie intensywnego rozwoju muzycznego.
III Międzynarodowy Festiwal MAEO odbył się w dniach 10–16 września 1972 roku. W kongresie naukowym udział wzięło wielu muzykologów z krajów Europy Środkowej i Wschodniej, Finlandii, Stanów Zjednoczonych, Francji i Austrii.
Podczas IV MAEO w 1975 roku w sesji naukowej udział wzięło około 50 osób, m.in. z Republiki Federalnej Niemiec, Szwecji i Włoch. Festiwal stał się znaną na świecie imprezą muzyczną i naukową.
V MAEO odbył się w dniach 8–22 września 1978 roku. Festiwal upłynął pod znakiem konfrontacji muzyki Wschodu i Zachodu. Koncerty odbywały się w gmachu Filharmonii Pomorskiej, a także w Toruniu, Włocławku, Koronowie, Inowrocławiu, Chełmnie, Grudziądzu i Gdańsku. W kongresie naukowym, któremu przewodniczyła prof. Anna Czekanowska, dyrektor instytutu Muzykologii Uniwersytetu Warszawskiego, uczestniczyło 50 muzykologów, a także obserwatorzy.
VI MAEO odbył się w dniach 6–18 września 1982 roku. Patronat nad imprezą objęło UNESCO, akces zgłosiło 100 naukowców z całego świata. Festiwal zorganizowany w okresie obowiązywania stanu wojennego był wówczas jedyną międzynarodową imprezą tej rangi, jaka odbyła się w Polsce. Występy odbywały się w Filharmonii Pomorskiej, bydgoskiej farze, kościołach Torunia, w muzeum w Grudziądzu oraz katedrze we Włocławku i kościele św. Katarzyny w Nawrze. Odbyło się w sumie 18 koncertów, których wysłuchało 20 tys. widzów. Prezentowano m.in. muzykę dawnych mistrzów iberyjskich z XIV-XVII wieku, bułgarską muzykę cerkiewną, hymny bizantyjskie z Grecji.
VIII MAEO odbył się w dniach 3–10 września 1988 roku. Kongres naukowy obradował nad kulturą bizantyjską oraz jej późniejszymi słowiańskimi wcieleniami i kontynuacjami. Koncerty (m.in. Chór i Orkiestra Symfoniczna Filharmonii Krakowskiej pod dyrekcją Krzysztofa Pendereckiego, Moskiewski Chór Kameralny) odbywały się w Bydgoszczy i we Włocławku.
XII MAEO w 2000 roku odbył się pod hasłem „Dwa tysiące lat muzyki chrześcijańskiej Kościoła Wschodniego i Zachodniego”. W części naukowej uczestniczyło 60 naukowców z ośrodków uniwersyteckich w Oxford, Cambridge, Calgary, Regensburgu, Monachium, Kijowie, Wilnie, Lwowie, Sofii, Moskwie, Waszyngtonie, Kopenhadze, Kilonii, Kairze, Bejrucie, Erywaniu, Atenach, Zagrzebiu i uniwersytetów polskich. W części festiwalowej wysłuchano m.in. śpiewów kościołów: maronickiego (Liban), ormiańskiego, prawosławnego, rzymskiego, koptyjskiego (Egipt), anglikańskiego i innych.
XV MAEO odbył się w dniach 11 września – 2 października 2009 roku. Jego ideą przewodnią było hasło „Muzyka różnych kultur Wschodu i Zachodu”.
50. Bydgoski Festiwal Muzyczny - Międzynarodowy Festiwal Musica Antiqua Europae Orientalis pn. „Wschodnie i zachodnie wpływy na tożsamość kulturową Europy”, z towarzyszeniem Konferencji Słowianoznawczej „Kultura, literatura, myśl filozoficzna oraz język Słowian wschodnich i południowych w powiązaniach, wzajemnych oddziaływaniach międzykulturowych”, przebiegał w dniach 12 września – 5 października 2012 (Bydgoszcz, Toruń, Strzelno).
52. Bydgoski Festiwal Muzyczny Musica Antiqua Europae Orientalis pod hasłem „Eurośródziemnomorski dialog muzyczny”, wraz z Konferencją Słowianoznawczą „Sacrum świata wschodniego i zachodniego w kulturze Słowiańszczyzny” odbył się w dniach 12 września – 3 października 2014 (Bydgoszcz, Toruń, Frankfurt nad Odrą).